# گرگ مور (فیزیکدان)
 گرگوری وینتروپ مور (انگلیسی: Gregory Winthrop Moore؛ زاده ۱۹۶۱) یک فیزیک‌دان اهل ایالات متحده آمریکا است.